# Michael Cichy
Michael „Mike” Cichy (ur. 8 lipca 1990 w New Hartford, Connecticut) – amerykański hokeista pochodzenia polskiego. Reprezentant Polski.
Jest synem Polki. Posiada polskie pochodzenie, którego potwierdzenie otrzymał w marcu 2015.

## Kariera
- Boston Jr. Bruins (2004-2006)
- U.S. National U17 Team (2006-2007)
- Tri-City Storm (2007-2008)
- Indiana Ice (2008)
- North Dakota Fighting Sioux (2009-2011)
- Western Michigan Broncos (2011-2014)
- Ciarko PBS Bank KH Sanok (2014-2015)
- Orlik Opole (2015-2016)
- Ciarko PBS Bank STS Sanok (2016)
- Orlik Opole (2016-2017)
- GKS Tychy (2017-2022)
- Re-Plast Unia Oświęcim (2022-2023)
- Podhale Nowy Targ (2023-2024)
- Fife Flyers (2024-)

Przez dwa sezony grał w juniorskiej drużynie klubu Boston Bruins, następnie w ligach NAHL i USHL. W drafcie NHL z 2009 został wybrany przez kanadyjski klub Montreal Canadiens i od tego roku przez pięć lat w amerykańskich akademickich rozgrywkach NCAA (dwa lata w drużynie uczelni University of North Dakota, po czym trzy lata w ramach Western Michigan University). Od końca października 2014 zawodnik Ciarko PBS Bank KH Sanok w rozgrywkach PHL. Od lipca 2015 do stycznia 2016 zawodnik Orlika Opole. Od 31 stycznia 2016 zawodnik STS Sanok. Od lipca 2016 ponownie zawodnik Orlika Opole. Od maja 2017 zawodnik GKS Tychy. W maju 2022 ogłoszono jego angaż w Re-Plast Unii Oświęcim (wraz z nim do tego klubu przeszedł wtedy Kanadyjczyk pochodzenia polskiego Alexander Szczechura, z którym wspólnie występował w kolejnych klubach w Polsce od 2015). W połowie 2023 Cichy i Szczechura zostali zaangażowani przez Podhale Nowy Targ. W maju 2024 został zawodnikiem szkockiego zespołu Fife Flyers.
W sezonie 2006/2007 występował w drużynie ligowej reprezentacji USA do lat 17. W barwach USA brał udział w turniejach World Junior A Challenge w 2007 i 2008; w 2008 zdobył złoty medal i został najlepszym zawodnikiem turnieju. W połowie października 2015 otrzymał od selekcjonera Jacka Płachty powołanie do reprezentacji Polski. 6 listopada 2015 zadebiutował w kadrze Polski w turnieju z cyklu EIHC. Na początku września 2016 uczestniczył w turnieju kwalifikacji do Zimowych Igrzyskach Olimpijskich 2018 – Grupa D w Mińsku.

## Sukcesy i osiągnięcia
Reprezentacyjne
- Złoty medal World Inline Cup: 2004 z USA
- Brązowy medal World Junior A Challenge: 2007 z USA
- Złoty medal World Junior A Challenge: 2008 z USA

Klubowe
- Clark Cup – mistrzostwo USHL: 2009 z Indiana Ice
- Finał Pucharu Polski: 2014 z Ciarko PBS Bank KH Sanok, 2022 z Tauron Re-Plast Unią Oświęcim
- Finał Superpucharu Polski: 2017 z GKS Tychy
- Puchar Polski: 2017 z GKS Tychy
- Złoty medal mistrzostw Polski: 2018, 2019, 2020[18] z GKS Tychy
- Superpuchar Polski: 2018, 2019 z GKS Tychy
- Brązowy medal mistrzostw Polski: 2021 z GKS Tychy, 2023 z Unią Oświęcim

Indywidualne
- World Junior A Challenge 2008:
  - Drugie miejsce w klasyfikacji strzelców turnieju: 5 goli
  - Drugie miejsce w klasyfikacji asystentów turnieju: 5 asyst
  - Pierwsze miejsce w klasyfikacji kanadyjskiej turnieju: 10 punktów
  - Skład gwiazd turnieju
  - Najbardziej Wartościowy Zawodnik (MVP) turnieju
- USHL 2008/2009:
  - Pierwsze miejsce w klasyfikacji asystentów w fazie play-off: 19 asyst (rekord ligi)[19]
  - Pierwszy skład gwiazd ligi
- Puchar Polski w hokeju na lodzie 2017:
  - Zdobywca zwycięskiego gola w dogrywce finału[20]
- Polska Hokej Liga (2017/2018)[21]:
  - Trzecie miejsce w klasyfikacji asystentów w sezonie zasadniczym: 31 asyst
  - Drugie miejsce w klasyfikacji kanadyjskiej w sezonie zasadniczym: 51 punkty